# Conrad Iken
Conrad Iken, auch Konrad Iken (* 25. Dezember 1689 in Bremen; † 30. Juni 1753 in Bremen) war ein deutscher evangelischer Geistlicher.

## Biografie

### Familie, Ausbildung und Beruf
Iken war der Sohn des gleichnamigen Richters Conrad Iken (* 22. August 1655 in Bremen; † 4. April 1709) und dessen Ehefrau Anna, geb. von Line.
Er besuchte seit Oktober 1705 das Pädagogium und das Gymnasium (heute Altes Gymnasium) in Bremen. Dort wurde er beim Rektor Cornelius de Hase in die Theologie nach Johannes Coccejus eingeführt. Seine weiteren Lehrer waren Diedrich Sagittarius (1642–1707), Heinrich Alers (1636–1714), Gerhard Meier, Johann Tiling (1668–1715), Albert Schumacher (1661–1743) und Carl Kesler. Zur Vervollständigung seiner Studien studierte er von 1711 bis 1713 an der Universität Utrecht und hörte Vorlesungen bei Hermann Alexander Roëll, Henricus Pontanus, Adrianus Reland, Josephus Serrurier und Frans Burman; dort erlernte er auch die holländische Sprache.
Nachdem er in Amsterdam in das Kandidatenamt zum Prediger aufgenommen worden war, trat er am 9. September 1714 sein erstes Predigeramt in Lopik und das nahe liegende Cabauw an. Zwei Jahre darauf erhielt er sowohl einen Ruf an die Wallonisch-Niederländische Kirche nach Hanau als auch nach Zutphen; er nahm letztere Stelle am 2. März 1716 an und wirkte dort bis zu seinem Weggang nach Bremen.
Am 17. Oktober 1719 wurde er in der St. Stephanigemeinde  in Bremen als Nachfolger von Johann Georg Rhode (1669–1727) zum zweiten Prediger an der Seite von Friedrich Adolf Lampe ernannt und trat sein Amt am 17. März 1720 an. Weil Friedrich Adolf Lampe seine Berufung als Professor an die Universität Utrecht erhielt, wurde Conrad Iken im Juni 1720 zum Primarius seiner Kirche erwählt. Von der Universität Utrecht erhielt er am 26. Februar 1720 seine theologische Doktorwürde
Am 8. Januar 1723 wählte ihn der Rat der Stadt Bremen zum ordentlichen Professor des Gymnasiums illustre. Er trat die Stelle mit seiner Rede De veritate religionis Christianae, demonstrata ex Judaeorum post Christum natum fatis an, deren Rektor er 1740 wurde. Sein Rektorenamt trat er mit seiner Rede Oratio de Illustri Bremensium Schola am 2. Februar 1741 an. Weil es seit Anfang des 18. Jahrhunderts so üblich war, alternierte er im Rektorenamt im 2-Jahres-Rhythmus mit dem Prediger der Liebfrauenkirche Nicolaus Nonnen (1701–1772); er behielt auch sein Predigeramt weiterhin bei.
1723 schlug er einen Ruf als Prediger nach Haag und 1734 einen Ruf als Professor an die Universität Utrecht aus.
Conrad Iken war in erster Ehe mit Anna, (* 15. Oktober 1705; † 15. Oktober 1735), Tochter des Bremer Senators und Juristen Diedrich Klugkist (1675–1739) verheiratet. Gemeinsam hatten sie zwei Söhne und vier Töchter; von diesen sind namentlich bekannt: Conrad und Diedrich Iken.

In zweiter Ehe war er mit Adelheid, geb. Düsing verheiratet. Gemeinsam hatten sie den Sohn: Dethard Iken (* 2. Mai 1740 in Bremen; † 4. Juli 1810), Universitätsprediger an der Universität Duisburg, Prediger der deutsch-reformierten Kirche in Kopenhagen und Hauptprediger der St. Stephanikirche in Bremen, verheiratet mit Anna, geb. Mühlhausen (* März 1749 in Bremen; † 18. Januar 1821 in Bremen).

### Mitgliedschaften
- Vorsitzender der Bremischen Deutschen Gesellschaft.
- Am 22. Januar 1745 ernannte die Königlich Preußische Akademie der Wissenschaften zu Berlin Conrad Iken zu ihrem Mitglied.

## Schriften (Auswahl)
- Konrad Iken; Georgius Ludovicus Rhodius: De excubiis patrum exspectantium mane Nov. Test. ad Psal. CXXX. 6. Bremae: Janus, 1724.
- Halakhot rotseah bi-shegagah, goleh be-ʻir miḳlaṭ ʻad maṿet ha-Kohen ha-gadol: seu Dissertatio theologico-philologica de homicida involuntario, exsulante in urbe refugii usque ad mortem Pontificis M., quam praeside Conrad Jkenio Auctor Henricus Wagner AdD. Martis a. MDCCXXXI. Bremæ, Typis H. Ch. Jani 1731
- Antiquitates Hebraicae, secundum triplicem Judaeorum statum, ecclesiasticum, politicum et oeconomicum, breviter delineatae. Bremen H. Jaegerus 1732.
- Theodor von Hase; Konrad Iken: Thesaurus Novus Theologico-Philologicus, Sive Sylloge Dissertationum Exegeticarum Ad Selectiora Atque Insigniora Veteris Et Novi Instrumenti Loca : A Theologis Protestantibus Maximam partem in Germania diversis temporibus separatim editarum, nunc vero secundum seriem librorum, capitum & commatum digestarum, iunctimque recusarum, additis indicibus necessariis. ex Musaeo Theodori Hasaei Et Conradi Ikenii Doctorum in Illustri Schola & Ecclesia Bremensi. Lugduni Batavorum, 1732.
- Antiquitates Hebraicae Secundum Triplicem Iudaeorum Statum, Ecclesiasticum, Politicum Et Oeconomicum. Bremen 1735.
- Maseket tamid. seu Tractatus talmudicus de cultu quotidiano templi quem versione latina donatum & notis illustratum sub praesidio.
- Oratio de Illustri Bremensium Schola. Bremen 1741.
- Konrad Iken; Gerhardus Rheden: De ficu ad imprecationem serratoris exarescente. Bremae: Jan, 1741.
- Conrad Iken; Johann Ernst Finke: Dissertatio Theologico-Philologica De contemplatione gloriae Dei in retecta facie Jesu Christi, et fidelium in eandem imaginem metamorphosei ad 2 Cor. III. 18. Bremae Jani 1741.
- Konrad Iken; Johannes Fridericus Schönfeld: De rivis fluvii urbem Dei et habitacula Altissimi laetificantibus ad Psalm: XLVI, com. V. Bremae: Janus idua, 1742.
- Symbolæ literariæ ad incrementum scientiarum omne genus, a variis amice collatæ. Bremæ, sumptibus G.W. Rumpii, 1744–49.
- Dissertationes philologico-theologicae in diversa Sacri Codicis utriusque instrumenti loca, maximam partem nunc primum in lucem editae. Lugduni Batavorum: Apud C. Haak, 1749.
- Conrad Iken: Zu dem öffentlichen Einweihungsfeste der Bremischen Teutschen Gesellschaft welches Dieselbe am 21 des Brach-Monats 1752 feirete. Meier, Bremen 1752.